# Misumenops candidoi
Misumenops candidoi là một loài nhện trong họ Thomisidae.
Loài này thuộc chi Misumenops. Misumenops candidoi được Lodovico di Caporiacco miêu tả năm 1948.